# Vladimír Smutný

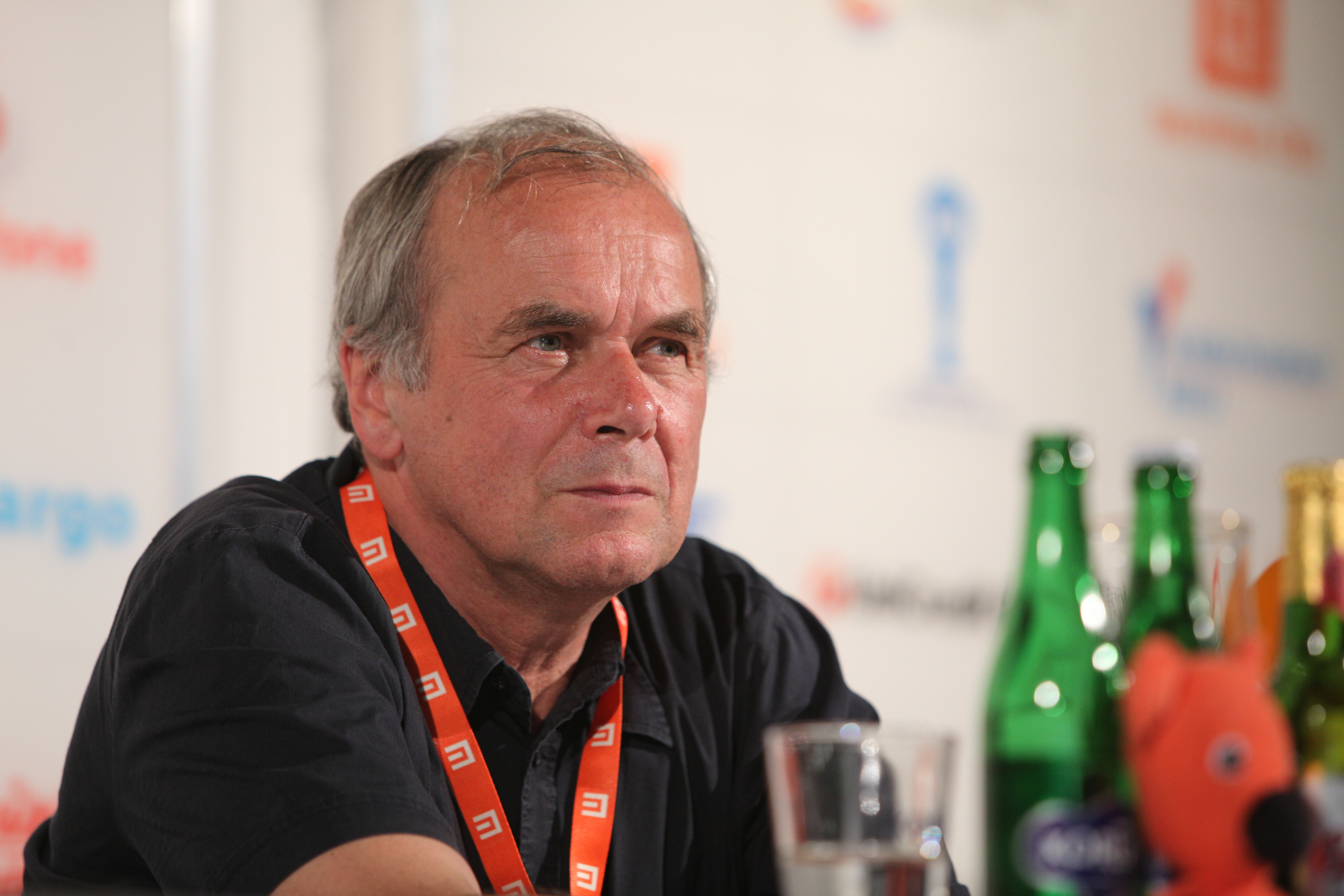
Vladimír Smutný (Juli 2010)

Vladimír Smutný (* 13. Juli 1942 in Prag; † 7. Juni 2025) war ein tschechischer Kameramann.

## Leben
Vladimír Smutný war das älteste von vier Geschwistern. Seine Schwester Jitka Smutná ist Schauspielerin, sein im Jahr 1994 im Alter von 49 Jahren verstorbener Bruder Eduard Smutný war in den 1980er Jahren einer der renommiertesten tschechoslowakischen Computer- und Mikrocomputerentwickler.
Sein Vater arbeitete als Fotograf, sein Onkel als Kameramann für Kurzfilme. Nach seinem Abschluss an der Fakultät für Akademie der Musischen Künste mit Schwerpunkt Kamera begann er als Werbefotograf beim Unternehmen Tesla Holešovice zu arbeiten und war auch bei Krátký film Praha beschäftigt. 1974 wurde er Kameraassistent in den Filmstudios Barrandov. Seine erste Anstellung als Chefkameramann war Juli Matulas Film Poslední vlak (Der letzte Zug) aus dem Jahr 1982.
Seit den 1990er Jahren wirkte er an zahlreichen ausländischen Projekten mit, darunter mit niederländischen, russischen und US-amerikanischen Regisseuren.
Für Marhouls Schwarz-Weiß-Film Der bemalte Vogel von 2019 erhielt er den achten Tschechischen Löwen für die beste Kamera.
Im Dezember 2017 wurde er zum Professor für Film-, Fernseh- und Fotokunst sowie Neue Medien mit Schwerpunkt Kamera an der Akademie der Darstellenden Künste ernannt.
Im Jahr 2024 wurde ihm für seine Verdienste im Bereich der Kunst die Verdienstmedaille 1. Klasse verliehen.

## Filmografie (Auswahl)
- 1996: Kolya
- 2001: Dark Blue World (Tmavomodrý svět)
- 2004: König der Diebe
- 2005: Shadow of the Sword – Der Henker (The Headsman)
- 2007: Leergut (Vratné lahve)
- 2010: Kooky (Kuky se vrací)
- 2014: Fürst der Dämonen (Viy)
- 2019: The Painted Bird